# تپلک چوکائو
تپلک چوکائو (نام علمی: Scelorchilus rubecula) گونه‌ای پرنده از تیرهٔ تپلکان است. این گونه در مرکز شیلی و آرژانتین مجاور یافت می‌شود؛ همچنین در استان ماگالان شیلی نیز ثبت شده است.